# Realgymnasium des Schulvereines am Benediktinerstift Lambach
Das Realgymnasium des Schulvereines am Benediktinerstift Lambach ist ein privates Realgymnasium im Stift Lambach. Es hat heute 15 Klassen (11 Unterstufen- und 4 Oberstufenklassen), mit rund 360 Schülern und 36 Lehrkräften.

## Geschichte
Das Benediktinerstift Lambach besaß seit der Gründung 1056 neben der internen auch eine externe Schule.
Nach dem Zweiten Weltkrieg wurde 1948 mit einem Aufbaugymnasium mit Internatsbetrieb für spät berufene Priesterstudenten neu begonnen. 1951 wurde der Schulbetrieb als Realgymnasium ab dem 10. Lebensjahr begonnen und erhielt 1953 das Öffentlichkeitsrecht. 1961 wurde das Realgymnasium aus wirtschaftlichen Gründen beendet, das Aufbaugymnasium blieb erhalten. 1973, zum 25-Jahre-Jubiläum, wurde das Stiftsgymnasium für Mädchen geöffnet. 1973 wurde auch zum 250. Geburtstag des Lambacher Mönches Maurus Lindemayr von den Schülern das Dialektlustspiel Der ernsthafte Spaß aufgeführt. Schulreformen bewirkten, dass die Schülerzahlen des Aufbaugymnasiums sanken. So wurde ab 1988 das achtjährige Realgymnasium wieder eröffnet. 1995 erfolgte die letzte Matura des Aufbaugymnasiums.

## Leitung
- Paul Höller
- 1970–1986 Rudolf Buchberger
- 1986–1993 P. Prior Anselm Mayrl OSB
- 1994–2007 Reinhard Wimmer
- 2007–2010 Manfred Zopf
- 2010–2011 Abt Maximilian Neulinger OSB kollegial mit Monika Knöbl, Eva Wörister und Klaus Hofwimmer
- 2011–2021 Monika Knöbl
- seit 2021 Rainer Jocher

## Ehemalige Schüler
- Christoph Ransmayr (1954), österreichischer Schriftsteller